# Rhinotorus nasutus
Rhinotorus nasutus là một loài tò vò trong họ Ichneumonidae.